# 璹子内親王
璹子内親王（じゅしないしんのう、弘安10年（1287年） - 延慶3年10月8日（1310年10月30日））は、鎌倉時代後期の皇族、女院、歌人。女院号は朔平門院（さくへいもんいん）。伏見天皇の第1皇女。母は左大臣・洞院実雄の娘・季子（顕親門院）。後伏見天皇の異母姉。花園天皇の同母姉。同母弟妹には他に寛性法親王（仁和寺御室）、延子内親王（延明門院）がいる。

## 生涯
永仁元年（1293年）1月24日、7歳で内親王宣下を受ける。延慶2年（1309年）6月27日、23歳で准三宮となる。同日、院号宣下を受けて朔平門院と称する。翌年10月8日薨去。享年24。
歌をよくし、勅撰和歌集では『玉葉和歌集』と『風雅和歌集』に計10首入集。
- 白みゆく空の光にかげきえて姿ばかりぞありあけの月（玉葉和歌集719）
- うつるとき過ぐる月日をかぞへてもいつまでの身ぞさらにかなしき（玉葉和歌集2585）